# FiveThirtyEight
FiveThirtyEight (auch: 538, nach der Anzahl der Wahlmänner im Electoral College) war eine Nachrichtenwebsite mit den Schwerpunkten Statistik und Datenjournalismus, insbesondere Wahlprognosen.

## Geschichte
FiveThirtyEight wurde im März 2008 von Nate Silver gegründet. Von August 2010 bis Juli 2013 war es als Blog in die Onlinepräsenz der New York Times integriert. Nach dem Kauf durch den Sportsender ESPN war FiveThirtyEight ab dem 17. März 2014 wieder eine eigenständige Website unter der Chefredaktion von Silver. Neben Artikeln und Podcasts bot sie probabilistische Vorhersagen von Wahlen und Sportergebnissen an.
2018 wurde FiveThirtyEight an ABC News weiterverkauft. ABC gehört ganz, ESPN mehrheitlich Disney. 2023 wurde die Website als Teil von Kostensparmaßnahmen bei Disney zu einer Rubrik der Website von ABC News umgewandelt und mehr als die Hälfte der Belegschaft entlassen. Darunter war auch Silver, dem jedoch Teile des von FiveThirtyEight genutzten geistigen Eigentums gehörten. Als „Redaktionsleiter für Datenanalyse“, in dessen Geschäftsbereich auch FiveThirtyEight fiel, stellte ABC News den Datenjournalisten G. Elliot Morris ein.
Im März 2025 wurde FiveThirtyEight im Zuge weiterer Entlassungen bei Disney aufgelöst. Bereits 2023 archivierte Unterseiten von fivethirtyeight.com blieben zunächst erreichbar.

## Methodologie
Zur Vorhersage von Wahlen gewichtete FiveThirtyEight zunächst Umfragen nach ihrer Aussagekraft, gemessen an der historischen Genauigkeit der jeweiligen Umfrage und der Stichprobengröße. Die sich ergebenden Durchschnitte wurden noch angepasst, zum Beispiel, um systematische Verzerrungen aller Umfragen oder den Einfluss von Hintergrundfaktoren wie der wirtschaftlichen Lage zu berücksichtigen. Schließlich wurde eine Monte-Carlo-Simulation der Wahl durchgeführt: Es wurde also zunächst aus den zuvor berechneten Parametern und deren erwarteter Ungenauigkeit Wahrscheinlichkeitsdichtefunktionen abgeleitet. Dann wurde die Wahl viele Male simuliert. Der Anteil der Simulationsergebnisse, bei denen ein bestimmtes Ereignis („Kandidat X gewinnt die Wahl“) eintritt, kann wegen des Gesetzes der großen Zahl als Schätzung von dessen Wahrscheinlichkeit interpretiert werden.
Zur Vorhersage von Sportereignissen verwendete FiveThirtyEight unter anderem selbst berechnete Elo-Zahlen.

## Auszeichnungen
2008 gewann FiveThirtyEight einen Weblog Award für die „beste politische Berichterstattung“ und 2009 einen Bloggie als „bestes Blog über Politik“. 2012 und 2013 wurde es mit je einem Webby Award als „Bestes politisches Blog“ ausgezeichnet.